# Werder Besandten
Das Naturschutzgebiet Werder Besandten liegt auf dem Gebiet der Gemeinde Lenzerwische im Landkreis Prignitz in Brandenburg.
Das Gebiet mit der Kenn-Nummer 1425 wurde mit Verordnung vom 16. Mai 1990 unter Naturschutz gestellt. Das rund 113 ha große Naturschutzgebiet erstreckt sich nordwestlich, westlich und südlich von Besandten, einem bewohnten Gemeindeteil von Lenzerwische. Das Gebiet liegt direkt an der westlich fließenden Elbe. Entlang der Elbmitte verläuft die Landesgrenze zu Niedersachsen und am nördlichen Rand des Gebietes die Landesgrenze zu Mecklenburg-Vorpommern. Die B 195 verläuft östlich, nordöstlich fließt die Löcknitz, ein rechter Zufluss der Elbe.